# Andelot-Morval
Andelot-Morval is een gemeente in het Franse departement Jura in de regio Bourgogne-Franche-Comté en maakt deel uit van het arrondissement Lons-le-Saunier.

## Geografie
De oppervlakte van Andelot-Morval bedraagt 10,5 km², de bevolkingsdichtheid is dus 8,5 inwoners per km².

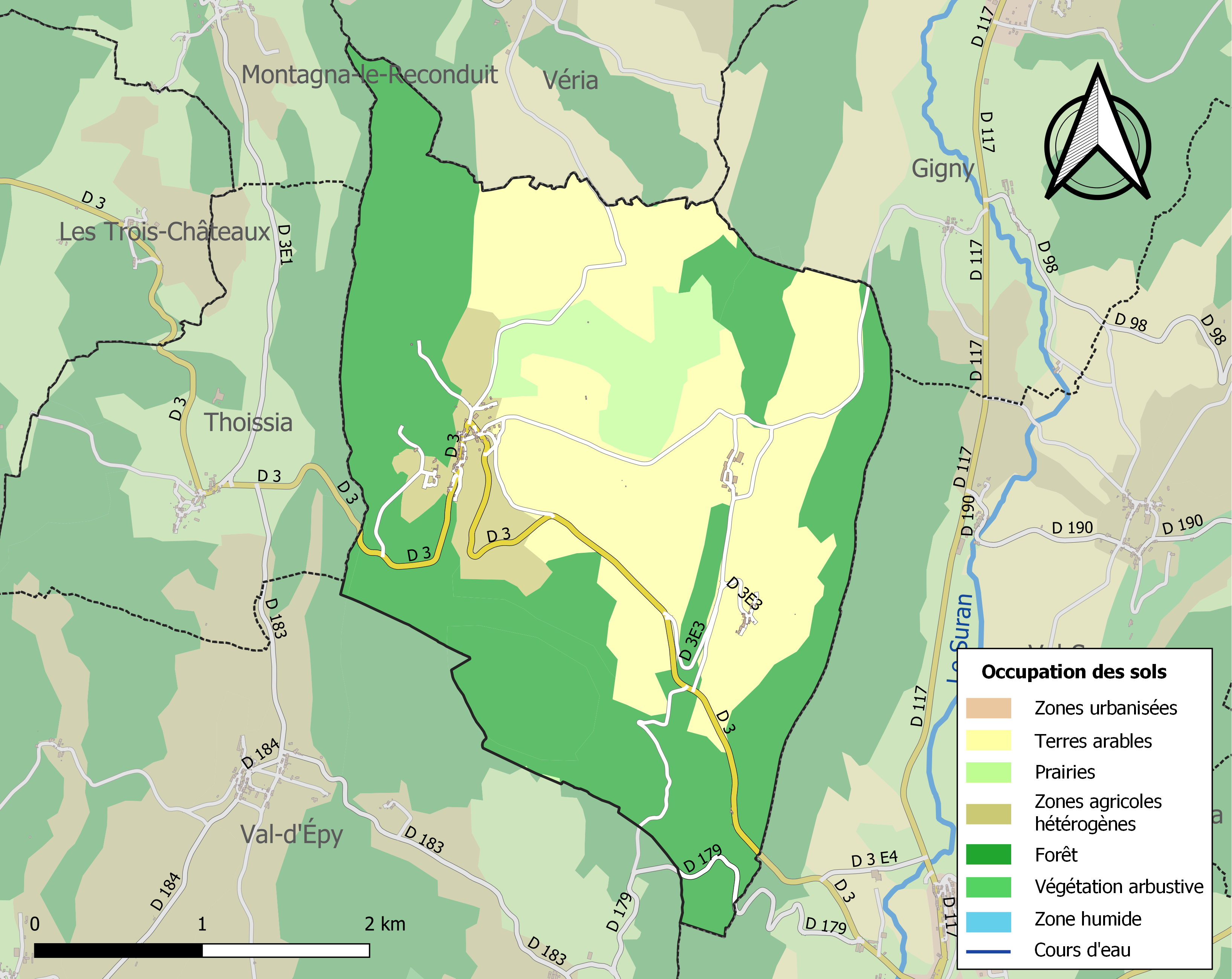
Kaart van de gemeente met de belangrijkste infrastructuur, bodemgebruik en omliggende gemeenten

## Geschiedenis
Andelot was de hoofdplaats van de heerlijkheid Andelot, die onder het gezag van het Huis Coligny 8 dorpen verdeeld over vier parochies verenigde. Vanaf 1617 werd het gebied opgewaardeerd tot markiezaat Andelot.
Andelot-Morval · Augea · Augisey · Balanod · Beaufort-Orbagna · Broissia · Cesancey · La Chailleuse · Chevreaux · Cousance · Cressia · Cuisia · Digna · Gigny · Gizia · Graye-et-Charnay · Loisia · Maynal · Monnetay · Montagna-le-Reconduit · Montfleur · Montlainsia · Montrevel · Rosay · Rotalier · Saint-Amour · Sainte-Agnès · Thoissia · Les Trois-Châteaux · Val-d'Épy · Val-Sonnette · Val Suran · Véria